# Клей-Кросс
Клей-Кросс (англ. Clay Cross) — город и община в районе Норт-Ист-Дербишир графства Дербишир (Англия). Ранее промышленный и шахтерский городок. Расположен примерно в 8 км югу от Честерфилда. Через город проходит автомагистраль A61, проложенная на месте бывшей римской Икнилдской дороги. Соседние населённые пункты — Норт-Вингфилд, Таптон, Пилсли и Ашовер.

## История
Центральная улица города Хай-стрит проходит по маршруту древнеримской дорогой, которую. С 1786 по 1876 год здесь располагалась застава, взимавшая плату за проезд по дороге. С открытием в районе залежей угля деревня превратилась в шахтёрское поселение. Первоначально уголь на лошадях перевозили по построенной в 1756 году платной дороге на железоделательные заводы в Дерби и Шеффилд. До начала XIX века Клей-Кросс оставался небольшой деревней, известной как Клей-Лейн, но к 1840 году растущий спрос на уголь и другие полезные ископаемые привёл к росту населения в 3 раза. Старейшее здание города — гостиница George and Dragon Inn. Во время строительства тоннеля для North Midland Railway, которым руководил Джордж Стефенсон, были обнаружены месторождения угля и железной руды, что вместе с имевшимися запасами известняка делало это место выгодным для добычи полезных ископаемых. Стефенсон переехал в Тэптон-Холл недалеко от Честерфилда и вместе ещё с несколькими инженерами из Ливерпуля основал компанию под названием George Stephenson and Co.
На карте 1833 года были показаны Танет-стрит и Клей-лейн. Железнодорожная мания 1840-х годов привела к расширению города на север, чему, в частности, способствовало появление в 1839 году Клейкросского тоннеля. Помимо оборудования нескольких угольных шахт в городе были построены коксовые, кирпичные, цементные, чугунные и литейные заводы. Чугунные трубы, производимые компанией Стефенсона, стали известны во всем мире. Хотя первоначально компания ориентировалась на добычу местного угля и выработку кокса, вскоре начались поставки сырья из Дарема и основным производством стали обработка железа и изготовление кирпича. После смерти Джорджа Стефенсона в 1848 году предприятие возглавил его сын Роберт. Он оставил должность в 1852 году, тогда же компания была переименована в Clay Cross Company. В 1871 году семья Джексонов приобрела 100 % акций и долей компании и оставалась её владельцем до 1974 года. На протяжении многих лет компания была основным работодателем города. В 1985 году её купила компании Biwater. В декабре 2000 года Biwater продала производство французской компании Saint-Gobain . Спустя несколько месяцев оно было закрыто. Снос построек в бывшей промзоне начался в конце 2008 года, позднее здесь развернулось жилое и коммерческое строительство.
В 1925 году была открыта Ашоверская легкая железная дорога для транспортировки полезных ископаемых из карьеров в Ашовер-Баттс на заводы Clay Cross Company в Эгстоу. Пассажирские перевозки по этой линии прекратились в 1936 году, грузовое движение продолжалось до 1950 года.

### Промышленная архитектура

Элдон-Хауз

В 1840 году Стефенсоны построили Элдон-Хауз качестве штаб-квартиры своей компании. Позже здание переоборудовали в частный жилой дом. Стефенсоны также построили более 400 домов для шахтёров, открыли начальные школы и несколько церквей. Компания почти полностью обеспечивала город газом и электричеством.

Клей-Кросс-Холл

Наиболее крупный дом заводской застройки — Клей-Кросс-Холл, построенный в 1845 году для генерального директора компании Чарльза Биннса. Дома рабочих также были высокого качества для своего времени: в них было четыре комнаты в отличие от общепринятых двух. К 1850 году в городе насчитывалось три часовни, церковь и институт, но должность констебля отсутствовала. Одной из построек 1847 года была Уэслианская часовня на Холмгейт-роуд, действовавшая, по крайней мере, до 1900 года. Имелись также площадка для игры в боулинг и клуб. Открылся Институт механики, который в 1893 году был передан школьному совету городского округа Клей-Лейн. Старшая школа для мальчиков появилась в 1884 году, в 1930-х года она перепрофилирована в младшую школу и по состоянию на 2015 года продолжает работу. В конце викторианской эпохи в новой части города были построены виллы для среднего класса.
Владелец шахты Томас Хоулдсворт, также в течение 25 лет являвшийся церковным старостой, построил посреди обширного парка Олма-Хауз. Хоулдсворт руководил карьерами Клей-Кросса до 1850 года, а затем возглавлял шахту Олма в Норт-Вингфилде.
Спрингфилд-Хауз построен для инженера Уильяма Хоу. Он жил в нём с 1866 года до своей смерти в 1872 году. Ещё раннее, в 1833 году, был построен Хилл-Хауз, который в 1837 году выкупила компанией North Midland Railway для офиса инженера Фредерика Суонвика.

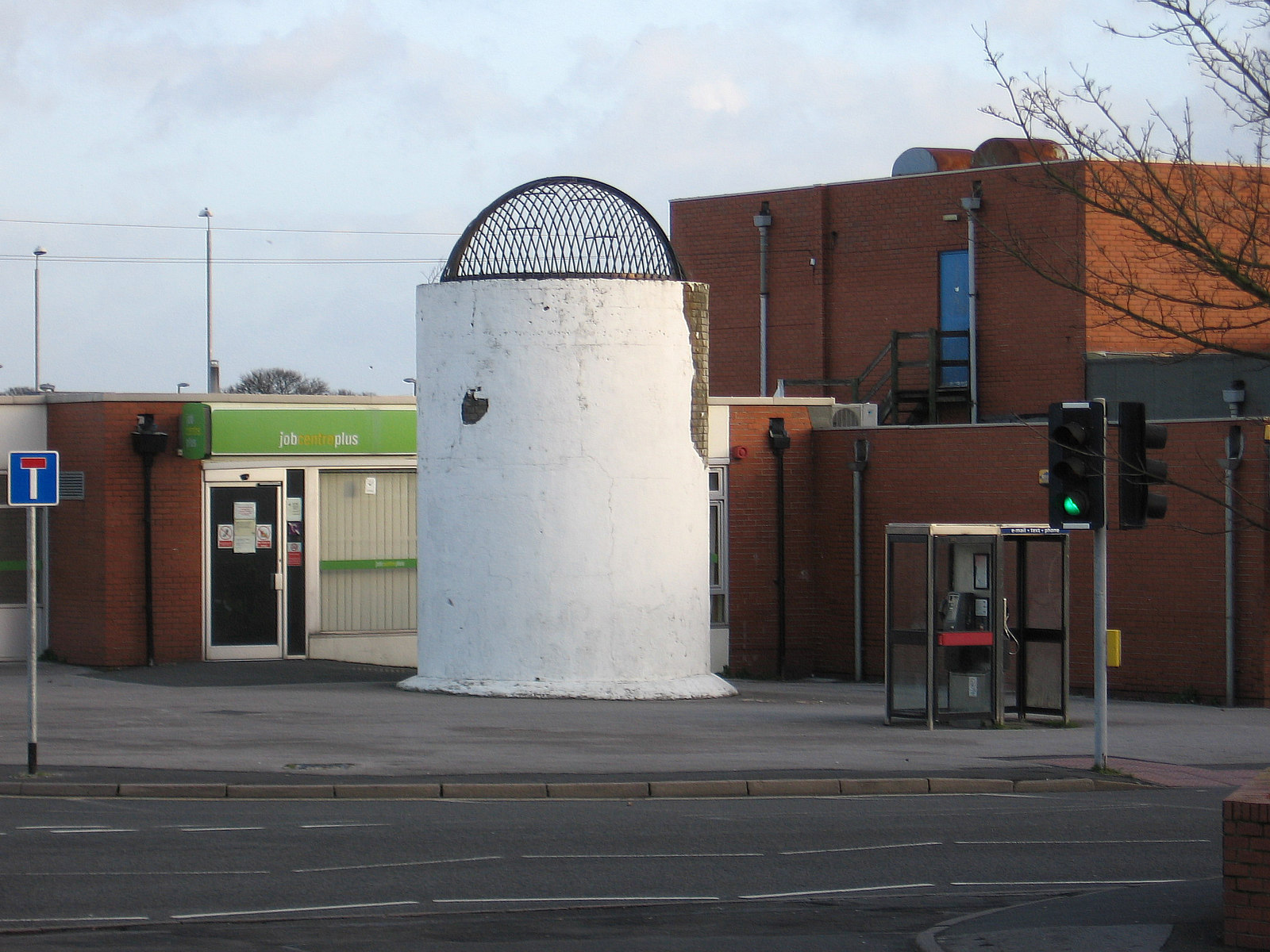
выход вентиляционной шахты Клейкросского тоннеля рядом с центром занятости на Маркет-стрит

Суонвик покинул город, когда завершилось строительство Клейкросского тоннеля, и дом был передан инженерам Джеймсу Кэмпбеллу и Уильяму Хоу. К 1860-м годам в нём уже жил доктор Уилсон, державший в городе врачебную практику.
В тоннель для вентиляции было пробурено девять вентиляционных шахт, через которые дым поднимался наверх. Клей-Кросс располагается в самой высокой точке возвышенности на высоте 110 м над уровнем моря. Уголь на заводы доставлялся вверх по склону по узкоколейной железной дороге. Примерно через 1,6 км на север узкоколейка приходила на станции Клей-Кросс, расположенную на магистрали Мидленда между станциями Таптон и Хепторн-Лейн .

### Религиозная архитектура

Церковь Святого Варфоломея

Англиканская церковь Святого Варфоломея построена и освящена в 1851 году. Шесть лет спустя к ней был пристроен шпиль. Первыми настоятелями церкви были Джозеф Олдем и его жена Эмма. Брат Эммы Олдем, Уильям Моррис, основатели движения «Искусства и ремёсла», изготовил для церкви витраж.
Другими религиозными постройками Клей-Кросса являются :
- Методистская церковь на Хай-стрит;
- Баптистская церковь на Маркет-стрит (сейчас закрыта);
- Приходская церковь Клей-Кросса на Маркет-стрит;
- Римско-католическая церковь Святого Патрика и Святой Бриджит на Танет-стрит;
- Холмгейтская евангелическая церковь на Вэлли-роуд в Холмгейте;
- Армия спасения на Танет-стрит[6];
- Церковь Святого Варнавы на Пилсли-роуд в Дейнсмуре[7];

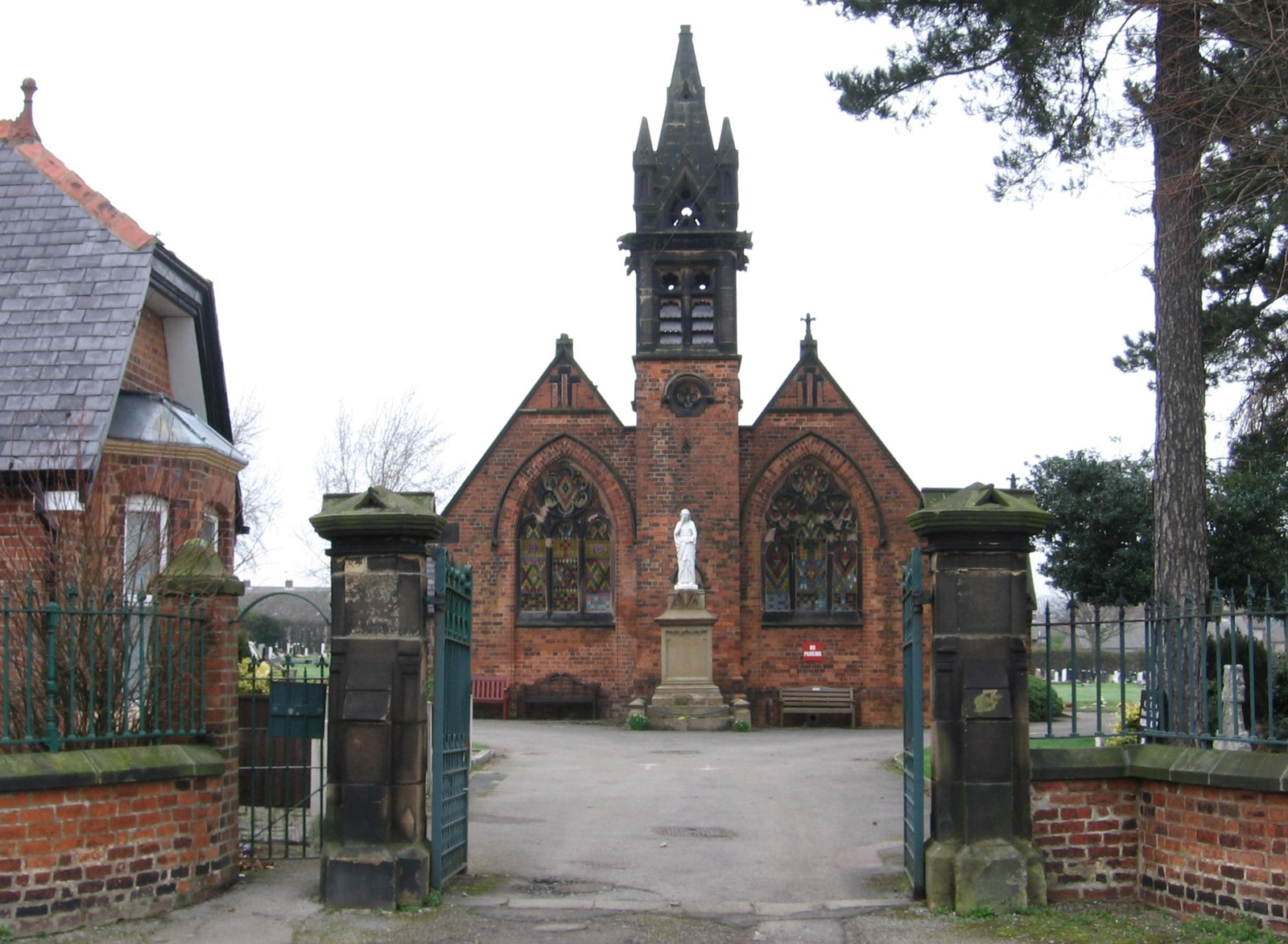
Часовня на Дейнсмурском кладбище и Паркхаузский мемориал

- Община Христа на Танет-стрит[8].

### Дейнсмурское кладбище и мемориал Паркхауз
Паркхаузский мемориал на Дейнсмурском кладбище создан впамять о катастрофе на одной из шахт Клей-Кросса. В ноябре 1882 года подземный взрыв привел к обрушению ствола шахты, в результате чего погибли 45 человек. Многие из их семей жили на Плезант-роу, Чапел-роу, Селлар-роу и Гафферс-роу. Последняя улица, также известная как Эгстоу-террес, была застроена в 1846 году домами выше среднего качества.

### Кооперативное общество

Бывший кооперативный магазин на Хай-стрит

Первый магазин кооперативного общества был открыт на углу Хай-стрит и Маркет-стрит. Он стал одним из первых членов кооперативного движения, основанного в Рочдейле Джоном Брайтом и быстро распространившегося по Северной Англии . Архивы кооперативного общества сообщают, что в 1915 году оно объединилось в Честерфилдским и районным кооперативным обществом.

## Спор о Законе об аренде 1972 года
Город являлся самостоятельным городским округом до 1974 года, когда был объединён с районом Норт-Ист-Дербишир в соответствии с Законом о местном самоуправлении 1972 года. В 1970-х годах городской совет получил некоторую известность из-за отказа ввести в действие Закон об аренде 1972 года, по которому повышалась платы за муниципальное жилье: на 1 фунт стерлингов в неделю с октября 1972 года. Клей-Кросс стал одним из нескольких муниципалитетов, которые отказались повиноваться закону, и одним из трёх, которым Департамент окружающей среды вынес официальное предупреждение в ноябре 1972 года (два других — Экклс и Холстед). Совету Клей-Кросса угрожали ревизией в декабре 1972 года. Лейбористская партия исключила одиннадцать членов совета из списка утвержденных кандидатов. Районный аудитор вынес решение, по которому одиннадцати членам совета от Лейбористской партии в январе 1973 года надлежало уплатить дополнительный сбор в размере 635 фунтов стерлингов каждому, признав их «виновными в халатности и ненадлежащем поведении» .19 января 1973 года аналогичная проверка была проведена в Конисбро в Саут-Йоркшире.
Городской совет подал апелляцию в Высокий суд. Клайдбанк и Камберналд отказались от аналогичных действий в марте 1973 года. Правомерность дополнительного сбора была подтверждена Высоким судом 30 июля 1973 года, ещё 2000 фунтов было взыскано на судебные издержки. Суд также лишил членов совета права занимать государственные должности в течение пяти лет. В августе 1973 года городской совет снова выступил против центральных властей в лице Совета по заработной плате, решив увеличить зарплату муниципальным служащим. Это привело к спору с Профсоюзом государственных и муниципальных работников. В конечном итоге городской совет Клей-Кросса с 1 апреля 1974 года сменил районный совет Норт-Ист-Дербишира. В 1975 году члены городского совета объявили о банкротстве.
Один из членов городского совета, Дэвид Скиннер, в сотрудничестве с журналисткой Джулией Лэнгдон опубликовал книгу о споре между советом и правительством, The Story of Clay Cross. Она вышла в издательстве Spokesman Books в 1974 году.

## Экономика, культура, медицина и транспорт
В Клей-Кросс действует современный бизнес-парк под названием Coney Green Business Park, он расположен между Эгстоу и Дейнсмуром. На Маркет-стрит расположена общественная больница. Недалеко от бывшей шахты Паркхауз находится промышленная зона Дейнсмур. На Холмгейт-роуд располагается городская библиотека. В центре города проводятся строительные работы стоимостью 22 млн фунтов стерлингов, в результате которых появятся супермаркет, автобусная станция и дублёр главной автодороги. На втором этапе планируется построить новые магазины и медицинский центр. В дальнейшем планируется реконструкция территории младшей и дошкольной школ.
в 8 км от города проходит автомагистраль М1. Ближайшие железнодорожные станции — Честерфилд (9 км) и Алфретон. Станция Клей-Кросс закрыта в 1967 году в рамках сокращений Бичинга. В 2017 году до станции Честерфилд начал курсировать автобус. В тоннеле под городом пассажирские поезда следуют без остановок.
В прошлом предлагалось строительство нового въезда в город и обходного маршрута для шоссе А61 вокруг Клей-Кросса и Таптона до A617 возле Хасленда, чтобы устранить постоянные заторы из-за возросшего на 10 % за последние несколько лет количества автомобилей.

## Образование
Школа Таптон-Холл находится в Таптоне, примерно в 1,6 км к северу от Клэй-Кросс. Ранее Клей-Кросса имел собственные среднюю школу на Маркет-стрит и младшую школу на Хай-стрит. Младшая школа и детский сад были объединены и перемещены в новый специально построенный комплекс на Пилсли-роуд в Дейнсмуре и переименованы в Шарли-Парк. Занимаемая ими территория расчищена и находится в стадии застройки. Средняя школа закрыта в 1969 году и переведена в Таптон-Холл в рамках программы правительства по обеспечению всеобщего образования. В настоящее время Таптон-Холл является одной из крупнейших средних школ, в ней обучается около 2000 учеников, включая учащихся шестой формы. Средняя школа Клей-Кросс преобразована в центр обучения для взрослых.

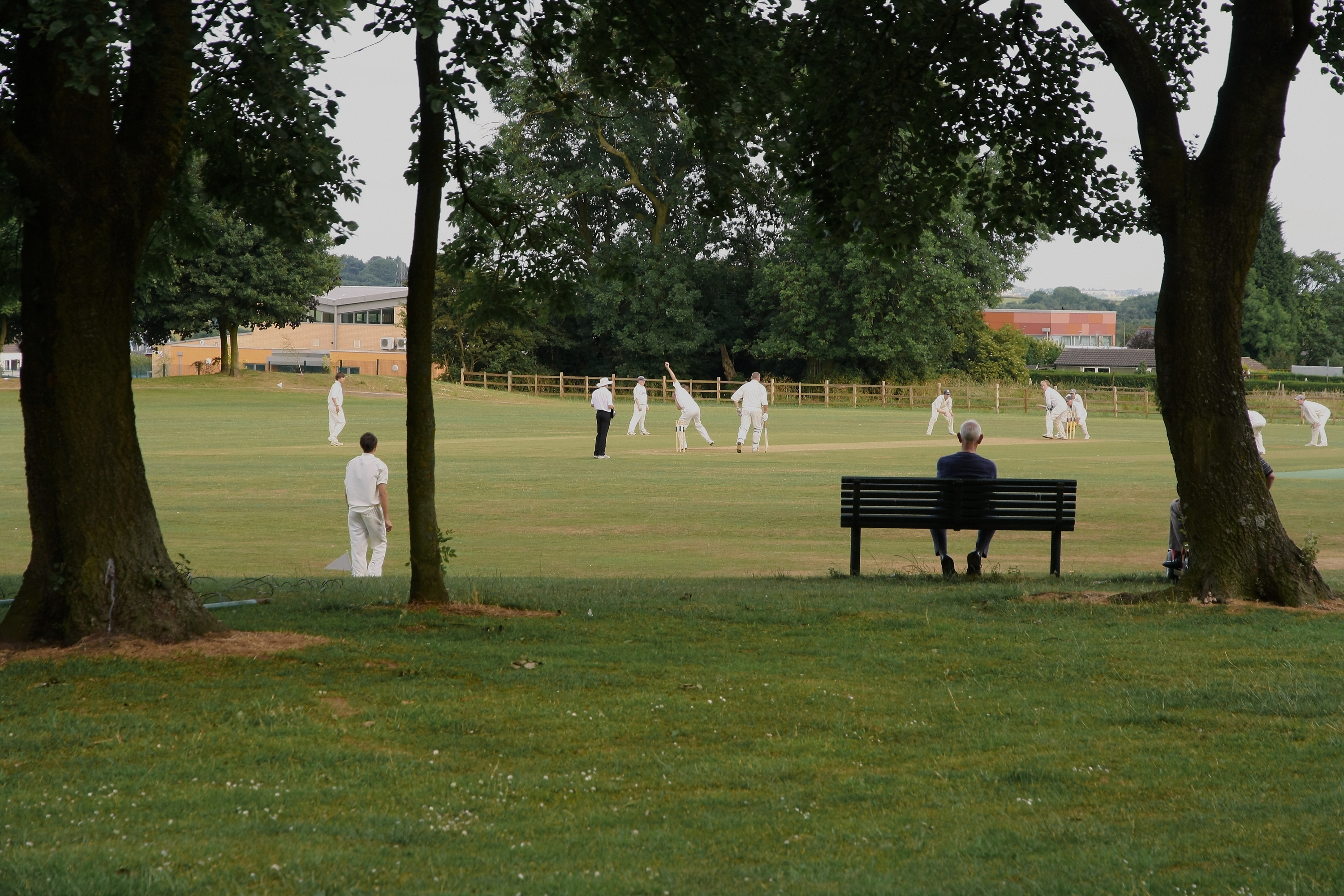
Поле для игры в крикет

## Спорт

### Центр отдыха
В центре отдыха «Шарли-Парк», расположенном на Маркет-стрит, есть бассейн, тренажерный зал и игровые спортивные залы.

### Футбол
За всю историю города в нём существовало пять футбольных клубов, игравших в Кубке Англии, до настоящего времени ни один не сохранился:
- «Клей-Кросс-Таун» (1874);
- «Клей-Кросс-Зингари»;
- «Клэй-Кросс-Таун» (1909);
- «Клэй-Кросс-энд-Дейнсмур-Велфэр»;
- «Байуотер» (ранее «Клей-Кросс-Воркс»).

Нынешняя команда города, третья по счету носящая название «Клей-Кросс-Таун», играет в Футбольной лиге Центрального Мидлендса и впервые разыгрывала Вазу Футбольной ассоциации в 2016 году.

### Шахматы
Шахматный клуб Клей-Кросса основан осенью 1977 года. Первые встречи прошли следующей зимой в Центре обучения для взрослых, а следующей осенью команда Клей-Кросса из 6 игроков вступила в Шахматную лигу Северного Мидлендса. Клуб быстро рос и вскоре превысил возможности центра обучения. Встречи начали проходить в других местных клубах, дольше всего — в Писли-Майнерс-Велфэр до его закрытия. На пике популярности шахматных клубов в 1980-х и 1990-х годах в шахматный клуб насчитывал 50 активных членов, которые могли выставлять команды из 5 или 6 команд каждую неделю, играя в различных лигах дивизиона и кубковых турнирах, организованных Шеффилдской и районной шахматной ассоциацией, Шахматной ассоциацией Дербишира, или Шахматной лигой Северного Мидлендса.
Наиболее способные игроки стремились перебраться в более крупные города и клубы (Честерфилд, Дерби, Шеффилд, Ноттингем), поэтому местному шахматному клубу сложно было сохранять сильный состав и бороться за место в высшем дивизионе. Тем не менее, его команды неоднократно играли в высших дивизионах Шеффилда и Дербишира. До пандемии COVID-19 в марте 2020 года клуб выставлял 2 команды в Лиге Дербишира и одну в Лигу Шеффилда, домашние матчи проводились в отеле Bateman’s Mill Hotel в Старом Таптоне или в Общине Церкви Христа на Танет-стрит в Клей-Кроссе.

## Демография
По данным переписи 2011 года, в Клей-Кроссе проживало 97,7 % белых, 1,1 % азиатов, 0,8 % смешанных рас и 0,2 % негров.